# Wolfgang Lazius
Wolfgang Laz, mieux connu sous son nom latinisé de Wolfgang Lazius (1514–1565), est un érudit humaniste autrichien.

## Biographie
Historien, cartographe et médecin, il écrit la première histoire imprimée de la ville de Vienne et, en tant que cartographe, réalise un certain nombre de cartes de l'Autriche et de la Hongrie. Son Typi chorographici provinciae Austriae (1561) présente certains des premiers éléments d'un atlas historique.
Professeur de médecine à l'université de Vienne, il devient le médecin personnel de l'empereur Ferdinand Ier, ainsi que le conservateur des collections impériales du Saint-Empire romain germanique et l'historien officiel de l'empereur. À ce titre, il écrit un certain nombre d'ouvrages historiques, dans le cadre de recherches pour lesquelles il voyage beaucoup, amassant (et parfois dérobant) des documents provenant de nombreux monastères et autres bibliothèques.
Sa pierre tombale est située dans l'église Saint-Pierre (Peterskirche) à Vienne, église qu'il avait fait rénover à ses propres frais dans les années 1550.
Une rue de Vienne porte son nom (Laziusstraße, Inzersdorf).
Le sujet du tableau Le Bibliothécaire, de Giuseppe Arcimboldo, représenterait Wolfgang Lazius.

## Publications sélectives
- Vienna Austriae. Rerum Viennensium commentarij in quartuor libros distincti, Bâle, 1546.
- Commentariorum Reipublicae Romanae illius in exteris provinciis bello acquisitis constitutae libri XII, Bâle, 1551.
- Des Khunigreichs Hungern sampt seinen eingeleibten Landen grundtliche und warhafftige Chorographica beschreybung, Vienne, 1556.
- De aliquot gentium migrationibus sedibus fixis, reliquiis, linguarumque, initiis (et) immutationibus ac dialectis, Bâle, 1557.
- Typi chorographici provinciae Austriae cum explicatione earundem pro commentariis rerum austriacarum concinnati, Vienne, 1561.